# Toxicoscordion fremontii
Il giglio della stella (Toxicoscordion fremontii (Torr.) Rydb., 1903) è una pianta perenne monocotiledone appartenente alla famiglia Melanthiaceae.

## Etimologia
L'epiteto specifico fremontii intende commemorare lo statunitense John Charles Frémont (1813-1890), soldato, politico, esploratore e appassionato di botanica.

## Descrizione
Toxicoscordion fremontii cresce da un bulbo di forma quasi sferica con un diametro di 20 - 35 mm. Le foglie, che crescono dalla base della pianta, possono raggiungere i 50 cm, ma normalmente si aggirano intorno ai 25 cm. I fiori, che appaiono da marzo a giugno, crescono in grappoli. Hanno tre petali e tre, quasi indistinguibili, sepali, disposti simmetricamente. Ciascun fiore raggiunge una larghezza da 1 a 4 cm.

## Distribuzione e habitat
È ampiamente diffusa lungo la costa ovest degli Stati Uniti, in particolare della California. Cresce tra il livello del mare e i 1.000 m.

## Galleria d'immagini

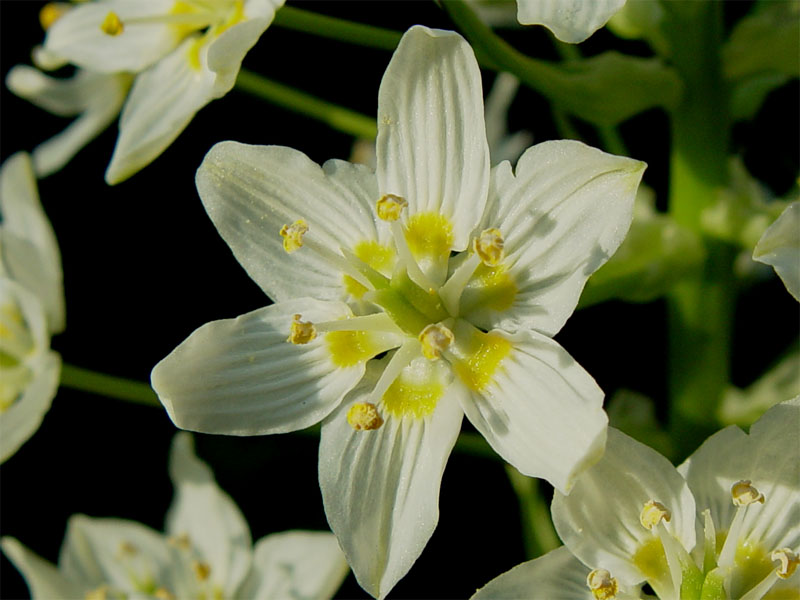
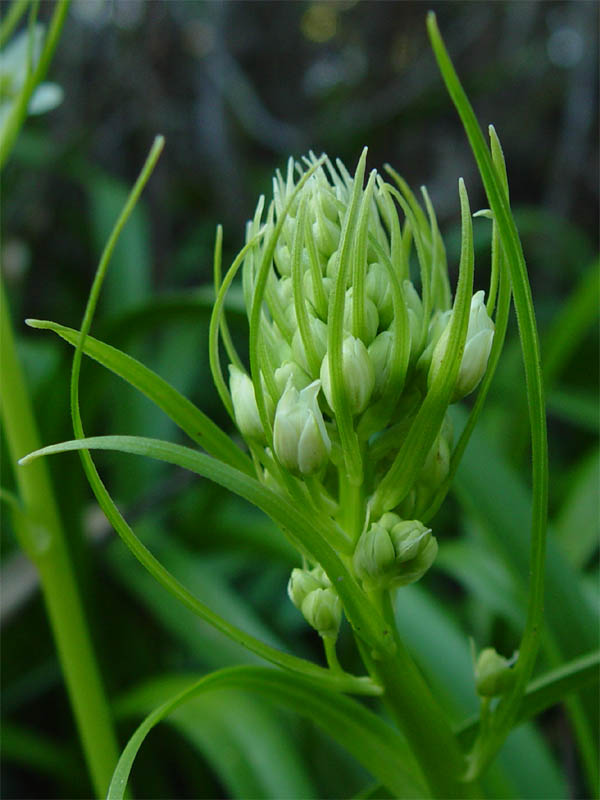
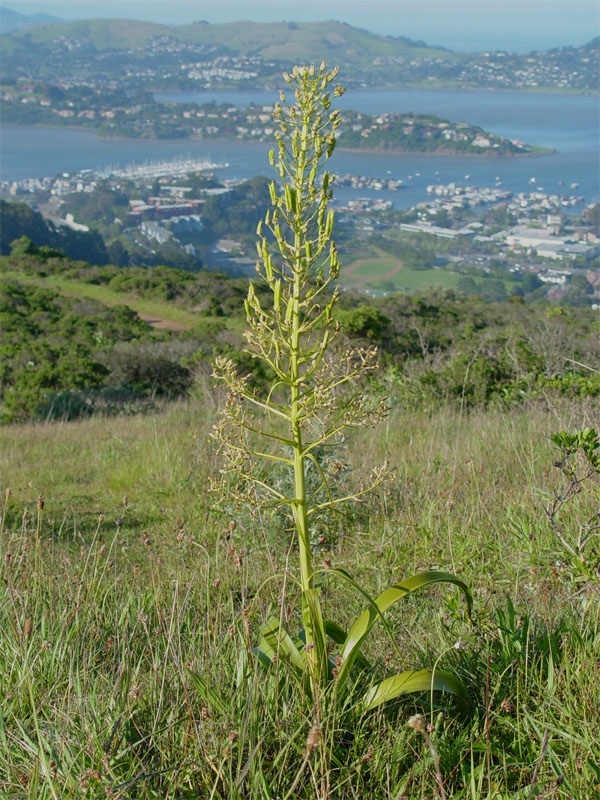